# جيف كيني (لاعب كرة قدم أمريكية)
جيف كيني (بالإنجليزية: Jeff Kinney)‏ هو لاعب كرة قدم أمريكية أمريكي، ولد في 1 نوفمبر 1949 في أوكسفورد في الولايات المتحدة.

## وصلات خارجية
- جيف كيني على موقع مرجع كرة القدم المحترفة.كوم (الإنجليزية)